# 荀林父
荀林父（？—？），子姓，荀氏，名林父，因曾任中行之将，以官为氏，别为中行氏，谥桓，又称荀伯、荀桓子、中行伯、中行桓子、中行林父，是逝敖的长子，知氏始祖荀首的哥哥。晋国中军将。

## 仕晉時期

### 勸阻不成
晉文公三年（前633年），其擔任晉文公的御戎出兵解宋之圍。晉文公四年（前632年），晉文公出三支軍隊以抵禦狄，荀林父將中行、屠擊將右行、先蔑將左行，從此以中行為氏。其後任上軍佐、中軍佐，至晉景公時出任中軍元帥，主持國政。
公元前620年，晉襄公死後，晉人討論立嗣君，都主張立年長的，派先蔑出使到秦國迎接公子雍。後因襄公夫人穆嬴大鬧朝廷指責朝臣：「舍適嗣不立，而外求君」，執政大臣趙盾等人就背棄先蔑而立了太子夷臯，是為晉靈公，引發秦晉令狐之戰。晉以箕鄭居守、趙盾將中軍、先克佐之、荀林父佐上軍、先蔑將下軍、先都佐之，敗秦於令狐。次日，先蔑和士會逃亡到秦国。
先蔑出使秦國的時候，荀林父曾勸阻他，說：「夫人和太子還在，反而到外邊去求國君，這一定是行不通的，您不如藉口生病而辭謝不去，免得禍患降臨到身上。在一起做官就是同僚，我既曾經和你是同僚，豈敢不盡我的心意呢？」先蔑沒有聽從。等到先蔑逃亡出國，荀林父將他的妻子兒子和器用財貨全部送到秦國，說：「這是爲了同僚的緣故。」

### 慘遭戰敗
晉成公七年（前600年），晉與楚爭強，荀林父率師伐陳，以救鄭，擊敗楚師。晉景公三年（前597年），荀林父任中軍元帥，執掌國政，率師與楚進行邲（今河南滎陽東北）之戰（即邲之战）。
荀林父統兵救鄭，到黃河，瞭解到鄭已和楚講和，就想回師，而將領之間意見分歧，中軍副將先縠擅自率所部渡河，荀林父不得已，被迫令全軍盡渡，駐軍於邲。楚軍由楚莊王親自統領，莊王起初無意與晉決戰，後採納伍參的意見，認爲荀林父新主中軍，號令不行，他的副手先彀剛愎不仁，不肯聽從命令，他們的三個統帥，也各自主張，因此打起仗來，晉軍必敗。莊王遂命孫叔敖揮軍北上，與晉軍對抗。
此時，晉將魏錡求為大夫未成，趙旃求為卿未成，便擅自向楚軍請戰，希望能造成晉軍的失敗。此時楚軍中亦有和戰的爭議，楚莊王採納伍參的意見，決定與晉軍決戰，並採納令尹孫叔敖的意見突襲晉軍。
孫叔敖見晉軍來挑戰，決意先發制人，命左、中、右三軍及楚王親兵布好陣式，掩襲晉軍。荀林父不意楚大軍迫近，驚慌失措，下令晉軍渡河後退，擊鼓宣佈說：「先渡河者有賞。」中軍、下軍爭相上船，先上船的用力亂砍攀登船舷的人的手指，船中的斷指多得可以用手捧起來。晉上軍因主帥士會早有準備，在敖山設伏應敵，得以不敗。楚莊王由此開始建立了自己的霸權，被列為春秋五霸之一。

### 重任原職
荀林父在這次大戰中指揮不力，未能說服主要將領服從他的意圖，也未能約束全軍統一行動，失敗慘重。晉師回國之後，荀林父請求處自己以死罪。晉景公打算答應，士渥濁（士貞子、士伯）勸諫說：「不行，城濮一戰，晉軍三天吃著楚軍留下的糧食，文公還面有憂色，左右問有了喜事爲什麽還憂愁？文公說是因爲楚國的子玉還在。一头被围困的野兽，尚且还要作最后的搏斗，何况是一国的宰相！等到楚國殺了子玉，文公才喜形於色，說：『沒有人能再來害我了。』這是晉國的再次勝利，也是楚國的再次失敗；楚國由此兩世不能強盛。現在上天懲戒晉國，如果殺了林父以增加楚國的勝利，恐怕會好久使我們不能強盛吧！林父事奉國君，進，想著竭盡忠誠；退，想著彌補過錯，是國家的長城，怎麽能殺他呢？他的戰敗，如同日月之蝕，哪裡會損害它的光明！」晉侯於是讓荀林父官復原位。此為「困獸猶鬥」之典故。

### 連續獲勝
其後荀林父接受教訓，注意要使全軍貫徹一個明確的軍事意圖。他又指揮了一次示威性的伐鄭，目的是威脅鄭國脫離與楚國的同盟，與晉國重修舊好，晉軍很出色地完成了這個任務。
晉景公六年（前594年），荀林父率師攻滅赤狄的潞氏（現今山西省潞城東北方）。因此戰功，晉景公賞賜他狄國臣屬一千家，也賞士貞子晉國的瓜衍之地，並且對他說：「寡人得到狄國的土地是你的功勞，要不是你的勸諫，寡人已失去荀林父了。」